# Мартин (герцог Шампані)
Мартин (*MARTIN, д/н — між 680 та 695) — франкський політичний та військовий діяч часів Австразії.

## Життєпис
Походив з впливового франкського роду Арнульфінгів. Вважається сином Ансегізеля та Бегги Анденської. Втім за іншими повідомленнями був небожем Ансегізеля та сином Хлодульфа, онуком засновника роду Арнульфа, і Ґільди (походження невідоме). Перша згадка про Мартина відноситься до 653 року. Набув значного піднесення завдяки родичеві Грімоальду Старшому, який був мажордомом короля Сігіберта III. Отримав титул графа Лаона.
під час повалення у 662 році Грімоальда Старшого ймовірно зумів зберегти володіння. В подальшому діяв разом з двоюрідним або рідним братом Піпіном Герістальським. Вони підкорялися Вульфоальду, мажордому Австразії при королі Дагоберті II.
У 678 або 679 році Мартин отримав титул герцога Шампанії. У 680 році з братом Піпіном, що став новим мажордомом Аавстразії, організував опір вторгненню військ з Нейстрії на чолі із мажордомом Еброїном. Проте у битві при Буа-Рояль-дю-Фе (Буковий ліс на схід від Лаона, можливо село Лаффіт в деп. Ена (Іль-де-Франс), округ Суассон) війська Мартина і Піпіна зазнали нищівної поразки. Мартин, який на якийсь час знайшов притулок за стінами Лаона, повірив обіцянкам Еброїна не заподіювати йому і його людям шкоди, вийшов з міста й був убитий разом зі своїми воїнами. Втім за іншими відомостями його захоплено у полон, з якого він звільнився того ж року після смерті Еброїна й помер у 690 році. Низка інших хронік вказують на 695 або 696 рік, втім щодо них є сумніви. Втім найбільш правдоподібною є 680 рік.
Новим герцогом Шампані став небіж Мартина — Дрогон.